# کیریل پوپوف (بازیکن فوتبال)
کیریل پوپوف (اوکراینی: Кіріл Юрійович Попов؛ زادهٔ تاریخ ورودی نامعتبر است) بازیکن فوتبال است.
وی همچنین در تیم ملی فوتبال Ukraine U17 بازی کرده‌است.